# Sielun Veljet
Sielun Veljet (dt. Seelenbrüder) ist eine finnische Rockband der 1980er Jahre, die in ihrer gitarrenlastigen Rockmusik Elemente von Punk und gewissen Hard-Rock-Strömungen sowie sehr ungeschliffenem Funk – zum Teil unter Einbeziehung von Einflüssen aus der finnischen Folklore – fast ein bisschen den Ursprung der US-amerikanischen Grunge-Musik vorweggenommen hat (insbesondere Album L'amourha, 1985).

## Werdegang
Die Gruppe begann ihre Zusammenarbeit Anfang der 1980er und trennte sich nach der 1991er 3er-CD Musta laatikko.
Die Band spielte anfangs in Tampere auch wenn einige Mitglieder aus der ostfinnischen Stadt Joensuu (Karelien) stammen. Sänger und Texter Ismo Alanko hatte vorher dort bereits die punkige Band Hassisen kone.

## Diskografie

### Alben
| Jahr | Titel                                           | Höchstplatzierung, Gesamtwochen, AuszeichnungChartsChartplatzierungen (Jahr, Titel, Platzierungen, Wochen, Auszeichnungen, Anmerkungen) | Anmerkungen                                                                            |
| Jahr | Titel                                           | FI | Anmerkungen                                                                            |
| ---- | ----------------------------------------------- | --- | -------------------------------------------------------------------------------------- |
| 2003 | Aina nälkä – Veljien 20 pahinta hittiä          | FI16 Gold · (5 Wo.)FI | Kompilation                                                                            |
| 2007 | Otteita tuomari nurmion laulukirjasta           | FI1 (10 Wo.)FI |                                                                                        |
| 2008 | Kansan parissa 1 / Ilokivi, Jyväskylä 24.5.1989 | FI24 (3 Wo.)FI |                                                                                        |
| 2009 | Kansan parissa 2                                | FI28 (1 Wo.)FI |                                                                                        |
| 2010 | Myytävänä!                                      | FI37 (5 Wo.)FI | Erstveröffentlichung: 13. April 1989                                                   |
| 2011 | Maallinen vaellus 1983-2011                     | FI24 (5 Wo.)FI | Erstveröffentlichung: 11. November 2011                                                |
| 2018 | Musta laatikko                                  | FI29 (1 Wo.)FI | Erstveröffentlichung: 1991                                                             |
| 2021 | Sielun Veljet                                   | FI27 (1 Wo.)FI | das Livealbum wurde erstmals 1983 veröffentlicht                                       |
| 2022 | Hei soturit 2022                                | FI6 (1 Wo.)FI | Erstveröffentlichung: 5. Mai 2022 die ursprüngliche Version des Albums stammt von 1984 |

Weitere Alben
- Lapset (EP, 1983)
- Hei soturit (1984)
- L’amourha (1985, FI: Gold)
- L’amourder: Ritual (EP, 1985)
- Kuka teki huorin (1986, FI: Gold)
- L’amourder: Shit-Hot (1987)
- Suomi – Finland (1988)
- Softwood Music Under Slow Pillars (1989)
- Myytävänä! (1989)
- Musta laatikko (3-fach-CD, 1991)

### Singles
- Emil Zatopek / Valssi (1983)
- Toiset on luotuja kulkemaan / Kanoottilaulu (1985)
- Peltirumpu / Diskofrenia (1985)
- Kevät / Yö erottaa pojasta miehen / Karjalan kunnailla (1986)
- The Leputation of The Slaves: I Will Stay / Bye Bye Bye (1986)
- Museossa / Viimeinen mohikaani (1986)
- Rakkaudesta / Pohjois-Amerikka (1987)
- Ihminen / Seireenit / Haista vittu (1988)
- Ihminen / Huuhaa puuhaa (1988)
- Pate & Sielun Veljet: Meidän äiti imppaa / Laiskotellen (1989)
- Laatikoita (metsää puilta remix) / Laatikoita (miks’ lennät leivo Suomehen-mix) / Laatikoita (lutkun lutkun-mix) (1991)
- Säkenöivä voima / Säkenöivä voima (karaoke remix dub) (1992)